# La marcia su Roma
La marcia su Roma è un film del 1962 diretto da Dino Risi.

## Trama
Nell'immediato primo dopoguerra, l'ex combattente senza arte né parte Domenico Rocchetti , sul cui spirito patriottico c'è molto da dubitare (ha fatto la guerra soltanto perché coscritto), si ritrova ormai costretto a mendicare per le strade di Milano, dove si spaccia con i vari passanti che di volta in volta gli prestano attenzione come un eroe di guerra abbandonato dalla Patria, esibendone a riprova una finta medaglia al valore e delle presunte ferite di guerra.
Un giorno s'imbatte per puro caso in un suo vecchio ufficiale, il capitano Paolinelli, il quale, pur smascherandolo in questa sua recita (arrivando oltretutto a schiaffeggiarlo in pubblico), lo convince nondimeno ad iscriversi all'appena costituitosi Partito Nazionale Fascista di Benito Mussolini, presso cui egli stesso ricopre una posizione d'un certo rilievo, assicurandogli che lo stesso sia stato fondato col preciso scopo d'aiutare i reduci caduti in disgrazia come lui e, più in generale, di porre rimedio agli sconquassi ed alla miseria sopravvenuta nonostante l'esito vittorioso del conflitto.
I fascisti sono in piena campagna elettorale e Rocchetti perciò s'impegna ad aiutare Paolinelli nei suoi comizi elettorali nelle campagne. Ma le camicie nere non sono per nulla ben viste dai paesani, i quali, essendo per la maggior parte socialisti e anarchici che proprio con quelli che ora si presentano come fascisti si sono spesso fronteggiati durante le lotte sociali contro il latifondo, arrivano ad aggredirli a vista. Rocchetti naturalmente se la dà a gambe levate, rifugiandosi in una stalla, ma viene però quasi subito sorpreso ed aggredito da un contadino ivi impiegato, il quale per sua fortuna si rivelerà esser il suo ex commilitone Umberto Gavazza; rinnovatasi quindi la loro vecchia amicizia, Gavazza lo vorrebbe pertanto ospitare nel paese a spese del cognato Cristoforo, un convinto socialista antifascista, ma questi però li caccia di casa non appena viene a sapere dell'identità di Rocchetti.
Gavazza, da principio un simpatizzante del Partito Popolare, si fa pure lui convincere alfine dal programma del partito fascista, nella fattispecie dalla promessa delle redistribuzione delle terre incoltivate ai contadini, ed entra così a far parte delle camicie nere. Successivamente, a causa dell'esito fallimentare dell'elezioni, che ha visto il PF ottenere a malapena quattromila voti, i due amici si trovano assieme ai loro camerati ad adoperarsi per far fallire un massiccio sciopero imbastito dagli spazzini milanesi, spazzando le strade al loro posto, nel tentativo di rifarsi della batosta elettorale con l'"imporsi nelle piazze". Tra i netturbini e i fascisti però si finisce per arrivare allo scontro, interrotto con fatica dall'intervento dei carabinieri a cavallo, uno dei quali viene colpito per errore da una ramazzata di Rocchetti. Tutti e due condannati e messi in galera, verranno liberati un paio d'anni dopo dagli squadristi che, senza che la polizia cerchi quantomeno d'ostacolarli, ne prenderanno d'assalto le carceri. Da qui inizia la loro marcia su Roma.
I fascisti hanno infatti deciso di prendere il potere con la forza. Comincia così un'avventura tragicomica dei due fattisi camerati per opportunismo, l'uno perché spera in un impiego statale ben remunerato e l'altro perché sogna di diventare un proprietario terriero, ma a mano a mano che procedono indefessi verso Roma, gli si mostra il vero volto del fascismo. Gavazza si mostra sempre più scettico e disincantato sull'operato del partito, constatandone l'incoerenza rispetto al programma ufficiale (per tutta la durata dell'impresa, infatti, si ritroverà a cancellarne di volta in volta i punti sopraesposti), oltreché la reazionaria violenza delle squadre fasciste, con le loro spedizioni punitive su tutti coloro considerati responsabili di "sgarbi" verso il partito (i due vengono mandati infatti a punire il giudice che li aveva condannati, ma paradossalmente saranno poi loro ad andarsene come cani bastonati) ed assalti alle sedi dei partiti socialisti ed alle stesse Camere del Lavoro.
La loro scalcinata squadra è guidata da Marcacci, detto  Mitraglia, un vero violento fascista che, quando tutta l'adunata è ormai alle porte di Roma, bloccata momentaneamente dall'intervento del Regio Esercito, si spinge addirittura ad uccidere un ferroviere che vorrebbe impedire ai camerati di forzare il portellone di un vagone per passarci la notte al riparo. Questa è la goccia che fa traboccare il vaso: il mite Gavazza, disgustato da tutto ciò, decide d'abbandonarne i ranghi ma viene sorpreso da Marcacci, che lo percuote duramente e quasi l'uccide; interviene però l'amico Rocchetti, che lo salva tramortendo Mitraglia e, avendo finalmente capito anche lui la vera natura del fascismo, abbandona assieme a Gavazza la marcia su Roma. I due, alla fine, si ritroveranno ad assistere, in giacca e cravatta, come dei semplici spettatori che commentano un po' scetticamente sul futuro del movimento fascista, alla sfilata delle camicie nere davanti al Quirinale.

## Commento

I fascisti a Roma (1922)

Sotto la veste tragicomica di una tipica commedia all'italiana in realtà il film presenta una ricostruzione satirica dell'avvento del fascismo.
Il protagonista interpretato da Vittorio Gassman rappresenta la condizione dei reduci che risentono della grave crisi economica del dopoguerra e che vedono come per altri la guerra sia stata invece un'occasione per arricchirsi.
Il capitano Paolinelli invece raffigura il malessere di coloro che nella guerra si erano in qualche modo realizzati e che ora si sentivano disadattati nella nuova condizione di pace. Quindi ambedue sperano nel fascismo che si proclama tutore degli ex-combattenti e persecutore dei capitalisti profittatori arricchitisi con le forniture militari. Il contadino Gavazza, cattolico del Partito Popolare, è invece attirato dal fascismo poiché questo gli promette una rivoluzione proletaria e contadina che gli darà la terra. Anche qui sono evidenziate nel film le responsabilità dei cattolici che videro nel fascismo un argine contro il socialismo. 

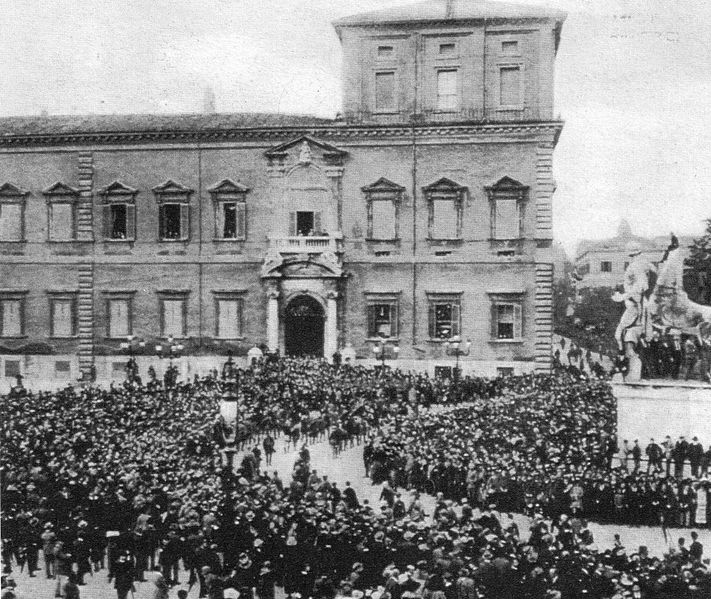
Le camicie nere sfilano davanti al Quirinale

Il film poi ben coglie uno degli elementi determinanti per l'affermarsi del regime fascista raffigurato dall'inerzia del governo di fronte alle violenze fasciste come nell'episodio della liberazione dal carcere dei due protagonisti, e nell'assalto alla sede operaia nel paese successivo, testimoniata dal carabiniere che rivolto al superiore "Brigadiere, non hanno il porto d'armi! - e questi - E allora!?"
Altrettanto importante è la connotazione di come il fascismo si sia affermato grazie all'appoggio economico dei grandi latifondisti agrari identificati nel film dal decrepito marchese a cui i due camerati confiscano l'automobile che ridurranno a rottame: saranno per questo duramente puniti dal Paolinelli quando il marchese ricorda a questi il "generoso supporto" dato al partito fascista.
Tutta la vicenda si svolge poi in un contorno che vede i cittadini sostenitori del nuovo regime, mentre nelle campagne anarchiche e socialiste è forte l'opposizione anche violenta dei contadini e nelle città degli operai di cui è vittima Rocchetti che corre il rischio di essere linciato.
Il film accenna poi anche alla responsabilità degli intellettuali per l'avvento del fascismo tratteggiati nella figura del poeta dannunziano fascista che accompagna tutta la spedizione illustrandola con i suoi versi strampalati e altisonanti. Infine è ben mostrata l'opposizione dell'esercito che minaccia di spazzare via i fascisti e la definitiva responsabilità del Re che dà il via libera alla presa del potere di Mussolini, illudendosi, come mostra l'ultima scena del film, che dopo aver eliminato la minaccia dei "sovversivi", il regime possa essere in breve tempo sostituito dal ritorno di un governo liberale moderato.

## Colonna sonora
La colonna sonora, curata dal Maestro Marcello Giombini, contiene anche la canzone Tutti a Roma, cantata da Roby Crispiano (disco 45 giri CAM, CA 2471).